# Kalixtjärnen (Råneå socken, Norrbotten)
Kalixtjärnen är en sjö i Bodens kommun i Norrbotten och ingår i Råneälvens huvudavrinningsområde.